# Phaecasiophora walsinghami
Phaecasiophora walsinghami es una especie de polilla perteneciente al género Phaecasiophora, categorizada en la tribu Olethreutini, de la subfamilia Olethreutinae.

## Distribución
Se distribuye por Asia: en Indonesia, en la provincia de Java Occidental.

## Taxonomía
Fue descrita por Diakonoff en 1959. La especie se encuentra registrada y publicada en Ark. Zool. (2) 12: 179.